# Championnat du Niger de football 2022-2023
Navigation
Édition précédente Édition suivante
La saison 2022-2023 du Championnat du Niger de football est la cinquante-troisième édition de la Super Ligue, le championnat national de première division au Niger. Les quatorze équipes engagées sont regroupées au sein d'une poule unique où elles affrontent deux fois leurs adversaires, à domicile et à l'extérieur. En fin de saison, les deux derniers du classement final sont directement relégués et remplacés par les deux meilleures formations de deuxième division.
L'ASN Nigelec FC est le tenant du titre.

## Déroulement de la saison
Le championnat commence le 11 novembre 2022 et doit se terminer en juin 2023.
Le champion du Niger se qualifie pour la Ligue des champions de la CAF 2023-2024. La place en Coupe de la confédération 2023-2024 est réservée au vainqueur de la Coupe du Niger. Si un club réalise le doublé, c'est le finaliste de la Coupe qui obtient son billet pour la compétition.

## Participants
- AS Douanes
- AS GNN
- ASFAN Niamey
- Urana FC
- AS Police
- US Gendarmerie Nationale
- Jangorzo FC - promu de D2
- Liberté FC - promu de D2
- ASN Nigelec FC
- Sahel SC
- Olympic FC
- Espoir FC
- Akokana FC
- JS Tahoua FC

## Compétition

### Classement
Le classement est établi sur le barème de points suivant : victoire à 3 points, match nul à 1, défaite à 0.
| Rang | Équipe                   | Pts | J  | G  | N  | P  | Bp | Bc | Diff |
| ---- | ------------------------ | --- | -- | -- | -- | -- | -- | -- | ---- |
| 1    | AS GNN C                 | 53  | 26 | 16 | 5  | 5  | 31 | 17 | +14  |
| 2    | US Gendarmerie Nationale | 46  | 26 | 14 | 4  | 8  | 34 | 16 | +18  |
| 3    | AS Douanes               | 45  | 26 | 12 | 9  | 5  | 34 | 22 | +12  |
| 4    | AS Police                | 43  | 26 | 11 | 10 | 5  | 26 | 13 | +13  |
| 5    | ASFAN Niamey             | 40  | 26 | 11 | 7  | 8  | 35 | 22 | +13  |
| 6    | Urana FC                 | 35  | 26 | 7  | 14 | 5  | 20 | 21 | -1   |
| 7    | Sahel SC                 | 34  | 26 | 8  | 10 | 8  | 20 | 20 | 0    |
| 8    | Liberté FC P             | 33  | 26 | 9  | 6  | 11 | 21 | 29 | -8   |
| 9    | ASN Nigelec FC T         | 33  | 26 | 7  | 12 | 7  | 16 | 16 | 0    |
| 10   | Olympic FC               | 30  | 26 | 7  | 9  | 10 | 21 | 22 | -1   |
| 11   | Akokana FC               | 30  | 26 | 6  | 12 | 8  | 15 | 29 | -14  |
| 12   | Espoir FC                | 29  | 26 | 7  | 8  | 11 | 22 | 35 | -13  |
| 13   | JS Tahoua FC             | 18  | 26 | 2  | 12 | 12 | 16 | 28 | -12  |
| 14   | Jangorzo FC P            | 15  | 26 | 3  | 6  | 17 | 15 | 36 | -21  |

|  | Qualification pour la Ligue des champions de la CAF 2023-2024                         |
|  | Qualification pour la Coupe de la confédération 2023-2024                             |
|  | Relégation directe en deuxième division                                               |
|  | T : Tenant du titre C : Vainqueur de la Coupe du Niger P : Promu de Deuxième division |

- Espoir FC perd le match de barrage contre Zumunta FC et est relégué en deuxième division.
- Lors de l'assemblée générale de la fédération, le 2 septembre 2023, toutes les relégations sont annulées et les trois promotions maintenues, de ce fait le championnat 2023-2024 passera à 17 équipes[3].

## Bilan de la saison
| Championnat du Niger de football 2022-2023 |                       |
| Champion                                   | AS GNN (5e titre)     |
| Coupes et trophées                         |                       |
| Vainqueur de la Coupe du Niger 2022-2023   | AS GNN                |
| Qualifications continentales               |                       |
| Ligue des champions de la CAF 2023-2024    | AS GNN                |
| Coupe de la confédération 2023-2024        | AS Douanes            |
| Promotions et relégations                  |                       |
| Promus en Super Ligue                      | Zumunta AC            |
| Promus en Super Ligue                      | AS Renaissance Niamey |
| Promus en Super Ligue                      | Tagour PC             |
| Relégués en Deuxième division              | aucun                 |